# Stolpuppdragare
En stolpuppdragare är ett verktyg för att enklare kunna dra upp stolpar ur jorden.
Det används främst i samband med att man flyttar stängsel för boskap eller hästar, och behöver dra upp stolparna ur jorden. På grund av jordens kapillärkraft när det har regnat kan det vara omöjligt att dra stolparna rätt upp, då de "sugs fast" i jorden. Att vicka stolpen fram och tillbaka för att skapa ett större hål, kan leda till att stolpen knäcks. Därför finns stolpuppdragaren.
I sitt enklaste utförande består det av ett skaft där det nertill finns en mindre hake som ligger an runt stolpen. Baksidan har en platta som läggs an mot marken. När skaften böjs ner, lyfts nedersta delen av stolpen uppåt, tack vare hävstångseffekten i skaftet. Såvida stolpen är intakt och inte rutten, går det därför mycket snabbare att dra upp stolpar jämfört med att försöka göra samma jobb för hand.
Till traktorer kan man också använda en mindre ögla som snärjs åt runt stolpen, och som fästs på en frontlastare eller trepunktslyften. Den lösningen använder traktorns starka hydraulfunktion och inte hävstångseffekten.